# 1922年ウィンブルドン選手権
1922年 ウィンブルドン選手権（1922ねんウィンブルドンせんしゅけん、The Championships, Wimbledon 1922）に関する記事。イギリス・ロンドン郊外にある「オールイングランド・ローンテニス・アンド・クローケー・クラブ」にて開催。

## 大会の流れ
- 1921年まで行われてきた「チャレンジ・ラウンド」（挑戦者決定戦）と「オールカマーズ・ファイナル」方式が、この1922年にすべて廃止された。これまでは自動的に「オールカマーズ・ファイナル」に出場できた大会前年度優勝者も、1回戦からトーナメントに出場する。本年度から抽選の方式も大幅に変更され、男子シングルス128名・女子シングルス64名が出場を認められた。1926年までの抽選表は、シード選手の公式な順位を残していない。

## 大会経過

### 男子シングルス
準々決勝
- ランドルフ・ライセット vs.  パーシバル・デーブソン　2-6, 6-1, 6-4, 8-6
- ブライアン・ギルバート vs.  セオドア・マブロゴーダト　6-4, 3-6, 6-3, 3-6, 6-2
- ジェームズ・アンダーソン vs.  パット・オハラウッド　6-3, 6-3, 2-6, 2-6, 6-4
- ジェラルド・パターソン vs.  セシル・キャンベル　7-9, 6-3, 6-2, 6-1

準決勝
- ランドルフ・ライセット vs.  ブライアン・ギルバート　8-6, 9-7, 6-3
- ジェラルド・パターソン vs.  ジェームズ・アンダーソン　6-1, 3-6, 7-9, 6-1, 6-3

### 女子シングルス
準々決勝
- スザンヌ・ランラン vs.  エリザベス・ライアン　6-1, 8-6
- アイリーン・ピーコック vs.  ペギー・ドランスフィールド　6-2, 6-2
- ジェラルディン・ビーミッシュ vs.  I・F・L・エリオット　8-6, 6-1
- モーラ・マロリー vs.  オーリア・エッジングトン　6-2, 6-4

準決勝
- スザンヌ・ランラン vs.  アイリーン・ピーコック　6-4, 6-1
- モーラ・マロリー vs.  ジェラルディン・ビーミッシュ　6-2, 6-2

## 決勝戦の結果
男子シングルス
- ジェラルド・パターソン vs.  ランドルフ・ライセット　6-3, 6-4, 6-2

女子シングルス
- スザンヌ・ランラン vs.  モーラ・マロリー　6-2, 6-0

男子ダブルス
- ジェームズ・アンダーソン＆ ランドルフ・ライセット vs.  パット・オハラウッド＆ ジェラルド・パターソン　3-6, 7-9, 6-4, 6-3, 11-9

女子ダブルス
- スザンヌ・ランラン＆ エリザベス・ライアン vs.  キティ・マッケイン＆ マーガレット・マッケイン・ストックス　6-0, 6-4

混合ダブルス
- パット・オハラウッド＆ スザンヌ・ランラン vs.  ランドルフ・ライセット＆ エリザベス・ライアン　6-4, 6-3